# Misrach

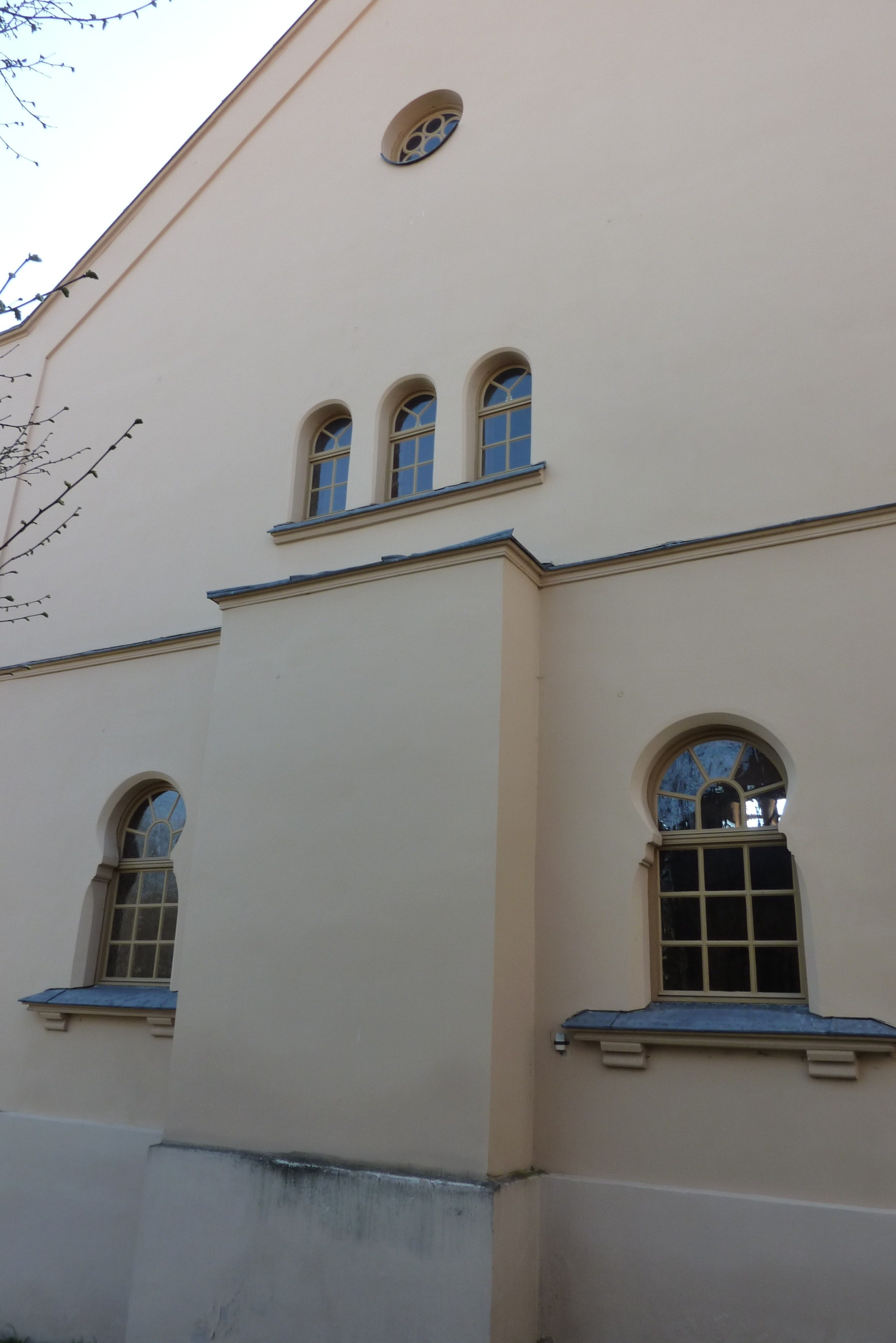
Misrachwand und Misrachfenster an der Synagoge in Hainsfarth

Misrach (hebräisch מִזְרָח Mizrach) ist der hebräische Name für Osten, abgeleitet vom Stamm זרח (dt.: aufgehen, ausbilden). Es bezeichnet, wahrscheinlich aus sephardischer Tradition kommend, die Himmelsrichtung, in die sich der fromme Jude zum Gebet verneigt, hierin ähnlich der Qibla قبلة der Muslime. Um den Schein einer Sonnenverehrung zu vermeiden, wird empfohlen, um einige Grad von der östlichen Richtung abzuweichen. Gemeint ist nicht der Osten als Aufgang des Lichtes, wie es etwa im westlichen Christentum verstanden wird – ex oriente lux – sondern der Jerusalemer Tempel als Opferort.
Als biblischer Hintergrund wird in der rabbinischen Tradition Daniel 6,11 angeführt, in der Daniel vor dem offenen Fenster dreimal am Tag in Richtung Jerusalem betet.
Im heutigen Judentum haben viele Häuser einen kleinen Teppich, eine Zeichnung, Radierung o. ä. mit der Aufschrift מזרח hängen, anhand dessen man sich bei seinen Gebeten zu orientieren vermag. Dieses enthält Gottesnamen, Abbildungen des Tempels in Jerusalem bzw. des Tempelberges oder aber eine Menora.

## Misrach im Synagogenbau
Im europäischen Synagogenbau wird mit Misrachwand die nach Osten gerichtete Gebäudemauer bezeichnet. In die Misrachwand wurde der Toraschrein (Aron ha-Kodesch) eingebettet. Darüber lag meist, sofern von der Architektur her möglich, ein oft rundes Fenster, das Misrachfenster genannt wird.

## Misrach in der zeitgenössischen Kunst
Auf dem Neupfarrplatz in Regensburg befand sich bis zu ihrer Zerstörung im Jahr 1519 die mittelalterliche Synagoge. Der israelische Künstler Dani Karavan zeichnete deren Grundriss durch ein begehbares Bodenrelief aus weißem Beton nach, das er Misrach nannte und das am 13. Juli 2005 eingeweiht wurde. Am östlichen Rand ist ebenfalls die Inschrift מזרח zu sehen.

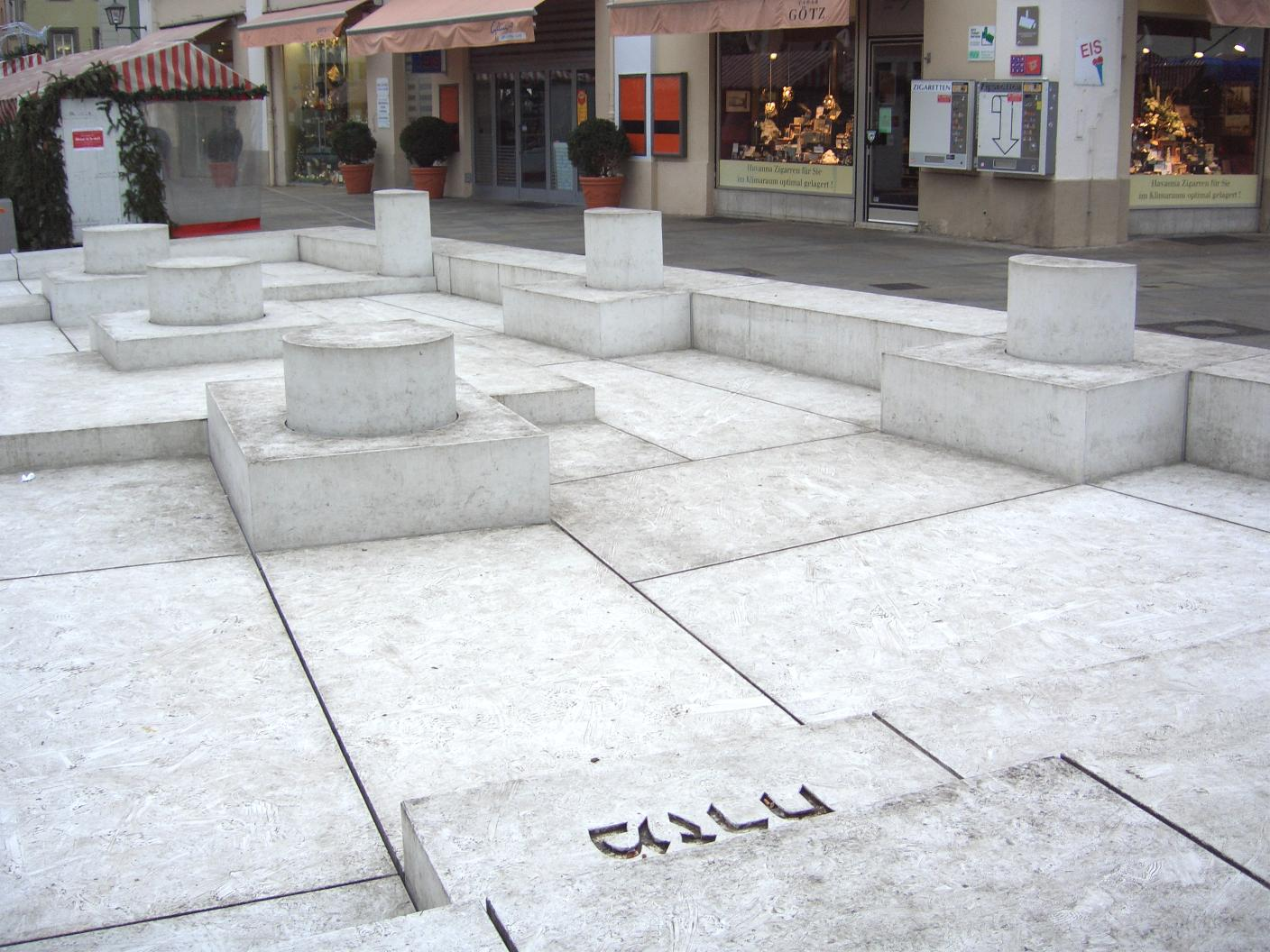
Grundriss der ehemaligen Synagoge auf dem Regensburger Neupfarrplatz mit Inschrift מזרח

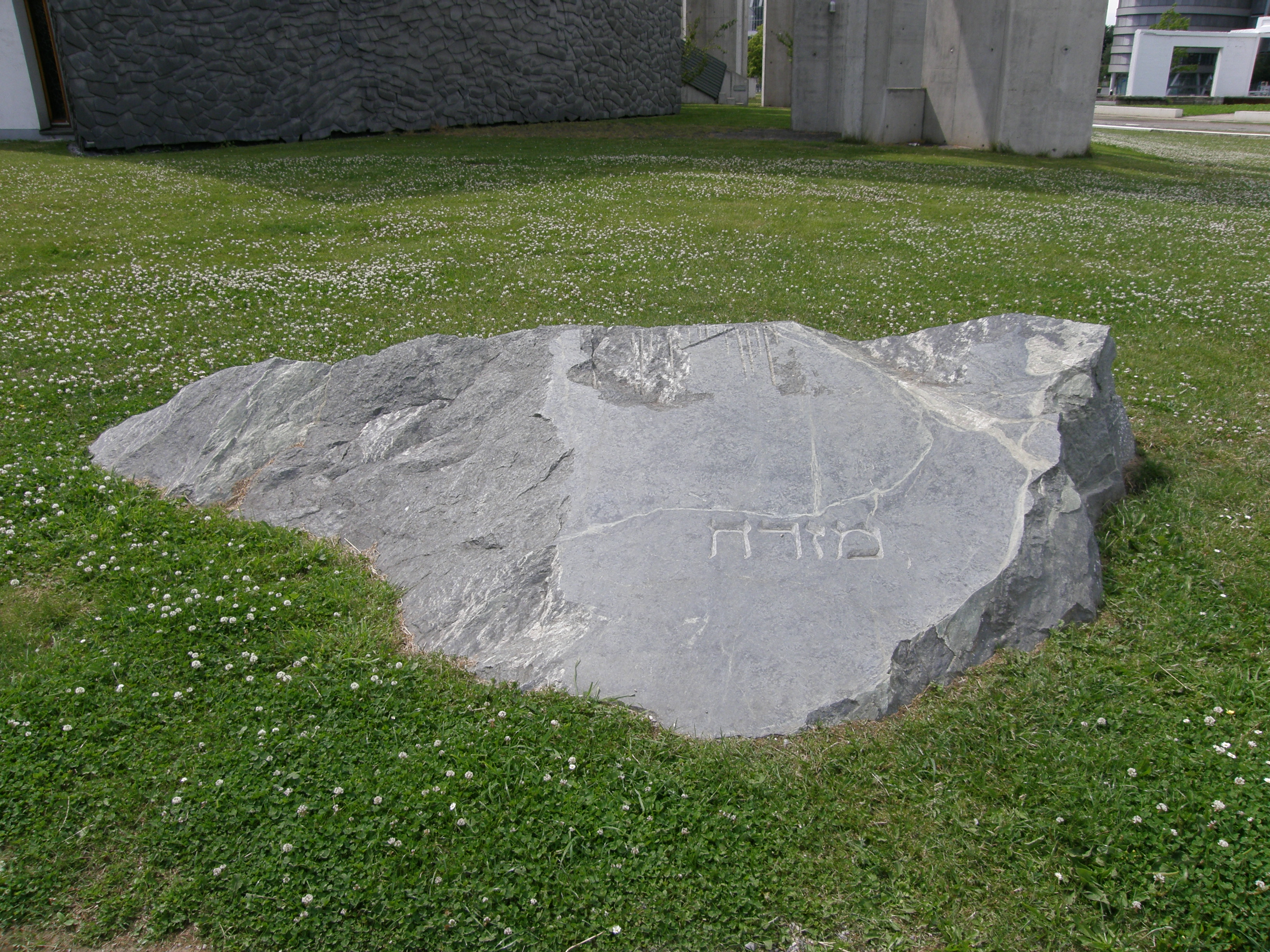
Misrachstein vor der Synagoge Duisburg

Im Garten vor der Synagoge Duisburg im Innenhafen Duisburg befindet sich ein sogenannter Misrachstein.